# Martin Lindner
Pour les articles homonymes, voir Lindner.
Frank Martin Lindner (né le 22 mars 1964 à Grünwald) est un avocat et homme politique allemand (FDP, CDU). De 2011 à 2013, il est vice-président du groupe parlementaire FDP au Bundestag.

## Biographie
Diplômé du lycée, Martin Lindner faitd'abord fait son service militaire dans la Luftwaffe (dernier grade: lieutenant-colonel de réserve) puis suit une formation de commis industriel (apprentissage au siège social chez Siemens). Il obtient ensuite un diplôme en droit à l'Université Louis-et-Maximilien de Munich, qu'il termine en 1993 avec le premier examen d'État en droit. Après avoir terminé son stage juridique, il réussit également réussi le grand examen d'État en 1995. Il travaille comme avocat indépendant à Berlin depuis 1996.
En 1999, il obtient son doctorat sous la direction d'Armin Steinkamm à l'Université de la Bundeswehr à Munich avec la thèse sur les relations juridiques des réservistes du service militaire dans l'Union européenne.
Martin Lindner est catholique et se une seconde fois après son divorce à l'été 2007. Il a deux fils de son premier mariage et une fille de son deuxième mariage. Sa femme a trois autres enfants de son premier mariage.
Il est membre de la Société germano-israélienne et du Conseil économique du Hertha BSC.

## Parti
De 1998 à 2020, Lindner est membre du FDP. De 2005 à 2009, il est membre du comité exécutif fédéral du FDP. Jusqu'en mars 2009, il est vice-président de la conférence des présidents des groupes parlementaires FDP dans les Landtags, le Bundestag allemand et le Parlement européen, vice-président de la commission des médias du FDP et président du groupe de travail des médias de la conférence des présidents des groupes parlementaires FDP. Lindner est membre du Schaumburger Kreis, une association de l'aile économique libérale-conservatrice du FDP.
Lors de la conférence du FDP de l'État de Berlin le 25 mars 2006, il est nommé comme le meilleur candidat du FDP pour l'élection de la Chambre des représentants en septembre 2006, au cours de laquelle le FDP reçoit 7,6% des votes. En novembre 2007, Lindner annonce publiquement qu'il se présente à la présidence de l'État lors de la conférence du FDP de l'État de Berlin le 11 avril 2008 contre le président sortant, le député du Bundestag Markus Löning. Lindner perd avec 163 voix, Löning gagne avec 180 voix. Le 28 mars 2009, cependant, Lindner remporte contre Löning la première candidature du FDP de Berlin au Bundestag avec 214 voix contre 133.
Le 2 mars 2012, Martin Lindner est élu président du FDP de Berlin. Lors du 64e congrès ordinaire du parti fédéral les 9 et 10 mars 2013, il est également élu au comité exécutif fédéral du FDP. Le 14 mars 2014, il se présente à nouveau aux élections en tant que président de l'État du FDP Berlin et est vaincu lors d'un vote de lutte contre Alexandra Thein.
Le 30 septembre 2020, Lindner quitte le FDP, et rejoint la CDU un peu plus tard.

## Parlementaire
Avec la rentrée du FDP, Lindner devient membre de la Chambre des représentants de Berlin en 2001. Là, il est vice-président du groupe parlementaire FDP à la Chambre des représentants de novembre 2001 à février 2002 avant d'être élu président en 2002. Il occupe ce poste jusqu'en mars 2009. Lindner est également le porte-parole de la politique médiatique du groupe parlementaire. Son successeur en tant que chef de groupe parlementaire est Christoph Meyer.
Lors des élections fédérales de 2009, il est élu au Bundestag allemand en tant que premier candidat sur la liste des États FDP. Il est élu par le groupe parlementaire FDP comme porte-parole de la politique technologique, dans la fonction duquel il est également responsable du commerce extérieur. Son objectif déclaré est de permettre aux entreprises technologiques de lancer plus facilement leurs produits sur le marché et de les exporter. Depuis mai 2011, il est également le porte-parole de la politique économique du groupe parlementaire FDP. Le 10 mai 2011, Lindner est élu vice-président du groupe parlementaire.
Lindner est membre permanent de la commission de l'économie et de la technologie et membre suppléant de la commission des pétitions et de la commission de l'intérieur. En janvier 2010, Lindner prononce son premier discours au Bundestag. En tant qu'expert économique, il défend et justifie la réduction de la taxe de vente des services hôteliers comme une nécessité pour éliminer les désavantages concurrentiels et renforcer les investissements dans cette industrie. En avril 2010, le député FDP reçoit une réprimande du président du Bundestag pour une attaque verbale contre Gregor Gysi. Lindner répond que les soldats qui revenaient avaient besoin de plus de psychiatres: «Vous [Gysi] en avez besoin aussi. «Cela a été critiqué par Norbert Lammert « expressément comme non parlementaire ».
Le 15 mars 2013, le FDP de Berlin présente de nouveau Lindner comme le meilleur candidat aux élections fédérales de 2013. Cependant, le parti échoue à passer la barre des cinq pour cent.
Le 24 novembre 2018, Lindner est élu meilleur candidat du Brandebourg pour les élections européennes de 2019 lors de l'assemblée des délégués d'État du FDP Brandenbourg à Potsdam. Lors de l'établissement de la liste lors de la conférence du parti européen du FDP le 27 janvier 2019, cependant, les associations régionales est-allemandes décident de créer un "top candidat de l'Est" commun avec Robert-Martin Montag. Lindner perd d'abord sa candidature en première place et est ensuite élu à la 21e position de liste. Il démissionne de sa candidature une semaine plus tard.

## Positions
En tant que partenaire de discussion, Lindner est connu pour sa manière directe et son choix de mots souvent très clair. Dans l'émission Menschen bei Maischberger du 28 septembre 2010, Lindner déclare: "Nous avons trop de vacances, nous avons trop de vacances scolaires". Avec Anne Will le 7 novembre 2010, Lindner appelle à une plus grande ouverture de la société et de la politique aux nouvelles technologies et critique l'attitude présumée des politiciens verts.
En décembre 2008, Lindner obtient une présence médiatique nationale en lien avec la demande de l'homme politique de la CDU du Bade-Wurtemberg Thomas Volk d'accorder aux contribuables de l'église un «droit de siège» dans les offices de Noël. La proposition est également critiquée par l'église car elle contredit l'essence de Noël. Martin Lindner, cependant, a exigé que les paroissiens pour accorder des droits de siège prioritaires via des cartes de réservation.
Dans le contexte du débat sur Hartz IV, Lindner préconise d'augmenter les possibilités de revenus supplémentaires afin de créer des incitations pour les bénéficiaires d'une aide au revenu de base afin d'encourager la réintégration sur le marché du travail. En outre, Lindner est strictement favorable à une baisse des tarifs standard si les offres de travail ne sont pas acceptées. Même avant le débat actuel, Lindner, en tant que chef du groupe parlementaire FDP à la Chambre des représentants de Berlin, appelle à une réduction de 30% des prestations sociales si les bénéficiaires de prestations sociales employables refusent les activités proposées. À cette fin, il propose des activités caritatives, comme le nettoyage des parcs. Des exceptions à cette règle doivent être faites pour les personnes âgées et les parents isolés, entre autres,. Le groupe parlementaire FDP s'est par la suite prononcé contre. Par exemple, le porte-parole du groupe parlementaire FDP sur le marché du travail, Johannes Vogel, contredit la proposition de Lindner et déclare qu'une réduction ne soit pas une option, et le vice-président du groupe parlementaire FDP, Heinrich Kolb, déclare que les suggestions de ce type ne correspondent pas à l'opinion du groupe,.
Dans le débat sur l'introduction d'un salaire minimum, Lindner se prononce en faveur d'un salaire minimum spécifique à l'industrie et à la région et contre un plafond salarial inférieur, généralement contraignant et politiquement fixé à l'échelle nationale. Le niveau du salaire minimum respectif devrait être établi en collaboration avec les ministres du travail des États issus des conventions collectives,.
Lindner préconise la décriminalisation des drogues douces comme le cannabis. Il attire l'attention des médias en essayant un prétendu joint dans l'émission de télévision Stuckrad-Barre.
Dans le débat sur la connexion du trafic aérien de Berlin et l'achèvement de l'aéroport Berlin Brandenburg, Lindner estime que l'aéroport Berlin-Tegel doivent rester ouvert en tant qu'aéroport commercial, au moins temporairement, pendant deux à cinq ans. Avec d'autres membres FDP du Bundestag, il charge le service scientifique du Bundestag d'évaluer une éventuelle extension des opérations aériennes à Tegel. En conséquence, le fonctionnement continu de Tegel dépend de la volonté politique.